# مصطفى دحلب
مصطفى دحلب (8 فبراير 1952 في بجاية، الجزائر) هو لاعب كرة قدم جزائري سابق.
بدأ دحلب مشواره الرياضي مع فريق سودان الفرنسي الذي لعب معه لمدة 3 سنوات، عاد بعدها من جديد إلى الجزائر، وانضم للعب مع شباب بلوزداد لمدة عامين، بعدها أتته عدة عروض من أندية فرنسية مثل مرسيليا وسان إتيان لكنه انضم من جديد لنادي سودان الفرنسي أين قضى معه موسم 1973 - 1974 لينتقل بعدها إلى أعرق الأندية الفرنسية نادي باريس سان جيرمان. لعلب دحلب مع منتخب بلده وكان ضمن لاعبيين المنتخب في مونديال إسبانيا الذي جرى عام 1982 في إسبانيا إلى أن اعتزل كرة القدم نهائيا عام 1985.

## مسيرته الكروية
بدايته مع كرة القدم كانت ككل الجزائريين تعيش تحت ضغظ الاستعمار في شوارع مدينة بجاية وهو في سن صغير .تنقل إلى فرنسا و هو في سن 09 والتحق بنادي سيدان اين ابان على مؤهلاته في الفئات الصغرى و الذي لعب له حتى صنف الاكابر. سنة 1971 عاد للجزائرلمزاولة الخدمة الوطنية وامضى لشباب بلوزدادو الذي لعب له موسمين، سنة 1973 عاد لنادي سيدان الفرنسي رغم تهاطل عليه العديد من العروض بالخصوص من سانتايتيان و مرسيليا ولعب له موسم واحد. سنة 1974 كانت البداية الحقيقية لموموس مع كرة القدم حيث امضى لنادي باريس سان جرمان حيث اظهر امكانيته الفنية والبدنية و الحس الذكائي و التهديفي جعلته يكسب مكانته الاساسية في الفريق ويصبح قطعة رئيسية في الفريق و لعب معه عشر سنوات من احسن مما لعب في مشواره الكروي بفضل مؤهلاته الكروية حيث أصبح من هدافي الفريق و هو حتى اليوم من اساطير النادي، سنة 1984 انتقل لنادي نيس و لعب معه موسم واحد احتل الفريق الصف الأول في الدرجة الثانية الفرنسية و الصعود للقسم الأول و اختتم مشواره الكروي في نهاية الموسم.

## إنجازاته
- حاز دحلب على كاس فرنسا مرتين مع نادي باريس سان جيرمان سنتي 1982 و 1983
- يعد دحلب ثالث هداف في تاريخ النادي الباريسي ب 98 هدف في 306 مقابلة منها 85 هدف في البطولة من 1974 -1984
- انتقل دحلب من سيدان للنادي الباريسي بقيمة قياسية في ذلك الوقت حوالي 1.35 مليون فرنك فرنسي
- فاز ببطل فرنسا الدرجة الثانية مع نادي نيس سنة 1985
- استدعي للفريق الوطني عدة مرات (1974 -1982) .اهمها مشاركته في كاس العالم سنة 1982 بإسبانيا
- نال وسام فارس وسام جوقة الشرف متحصل عليها من الدولة الفرنسية سنة 2003 وهو أعلى وسام في الدولة الفرنسية.
- اختير كثاني أفضل لاعب في تاريخ نادي باريس سان جيرمان[بحاجة لمصدر]

## روابط خارجية
- مصطفى دحلب على موقع الاتحاد الدولي (مؤرشف)  (الإنجليزية)
- مصطفى دحلب على موقع قاعدة بيانات كرة القدم.إي يو (الإنجليزية)
- مصطفى دحلب على موقع ليكيب (الفرنسية)
- مصطفى دحلب على موقع ناشيونال فوتبول تيمز (الإنجليزية)
- مصطفى دحلب على موقع عالم كرة القدم.نت (الإنجليزية)